# Знову вдома (Цілком таємно)
Знову вдома (англ. Home Again) — 4-й епізод десятого сезону серіалу «Цілком таємно». Прем'єра в мережі «Фокс» відбулася 8 лютого 2016 року. Під час початкового ефіру в США 9 лютого 2016 року його переглянули 8,31 мільйона глядачів, що незначно знизило кількість глядачів порівняно з попереднім тижнем — від 8,37 мільйона глядачів.

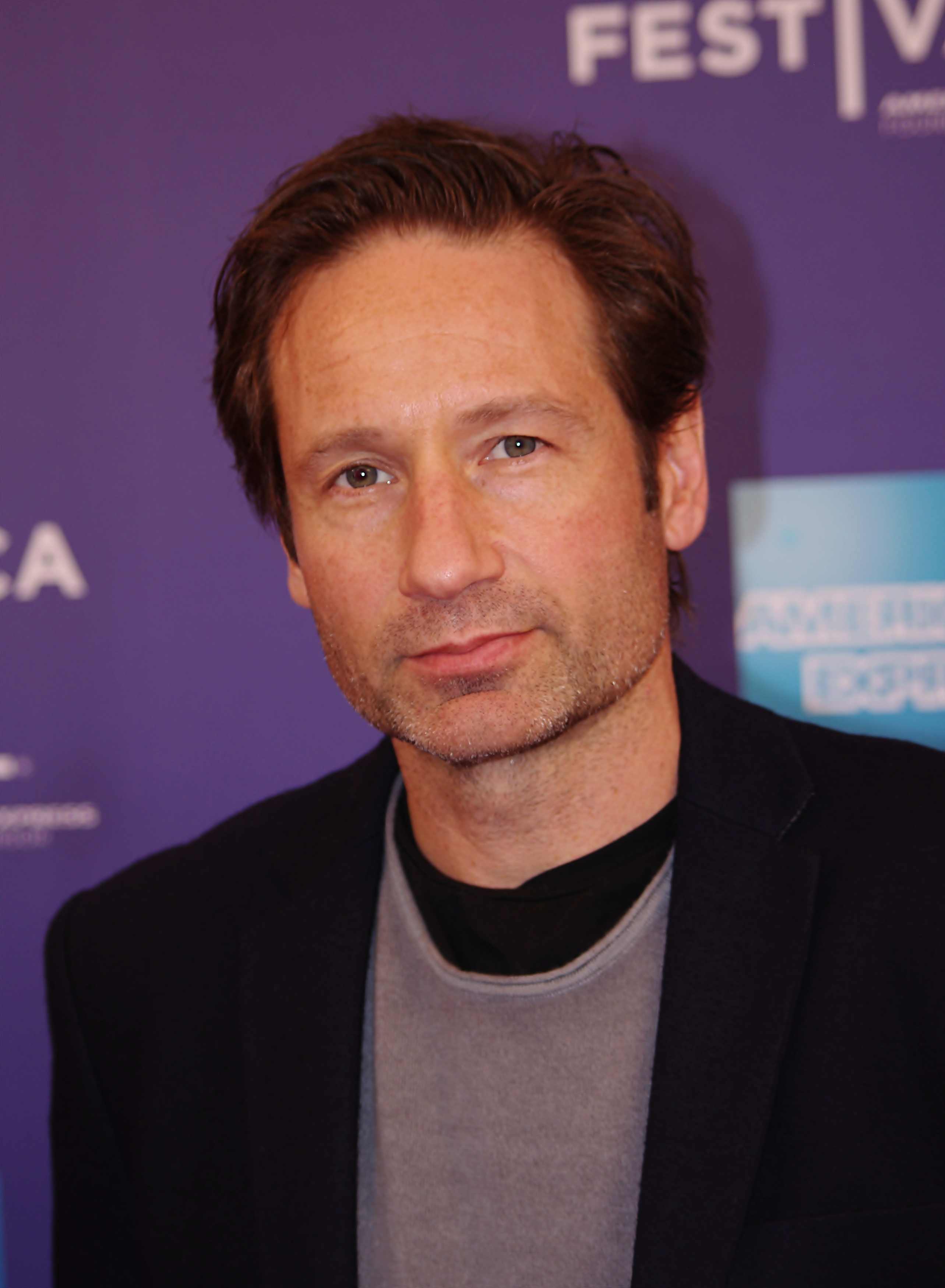

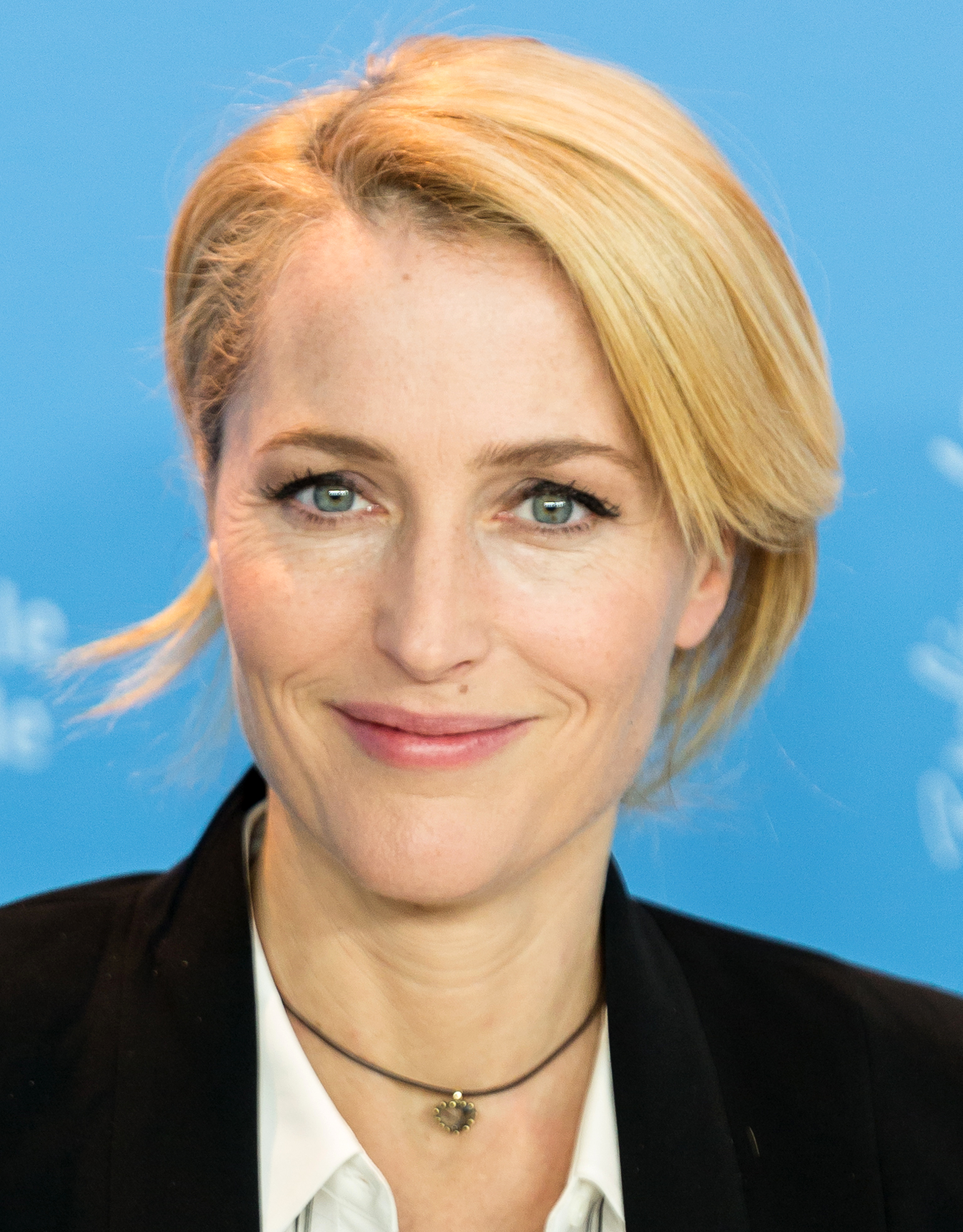

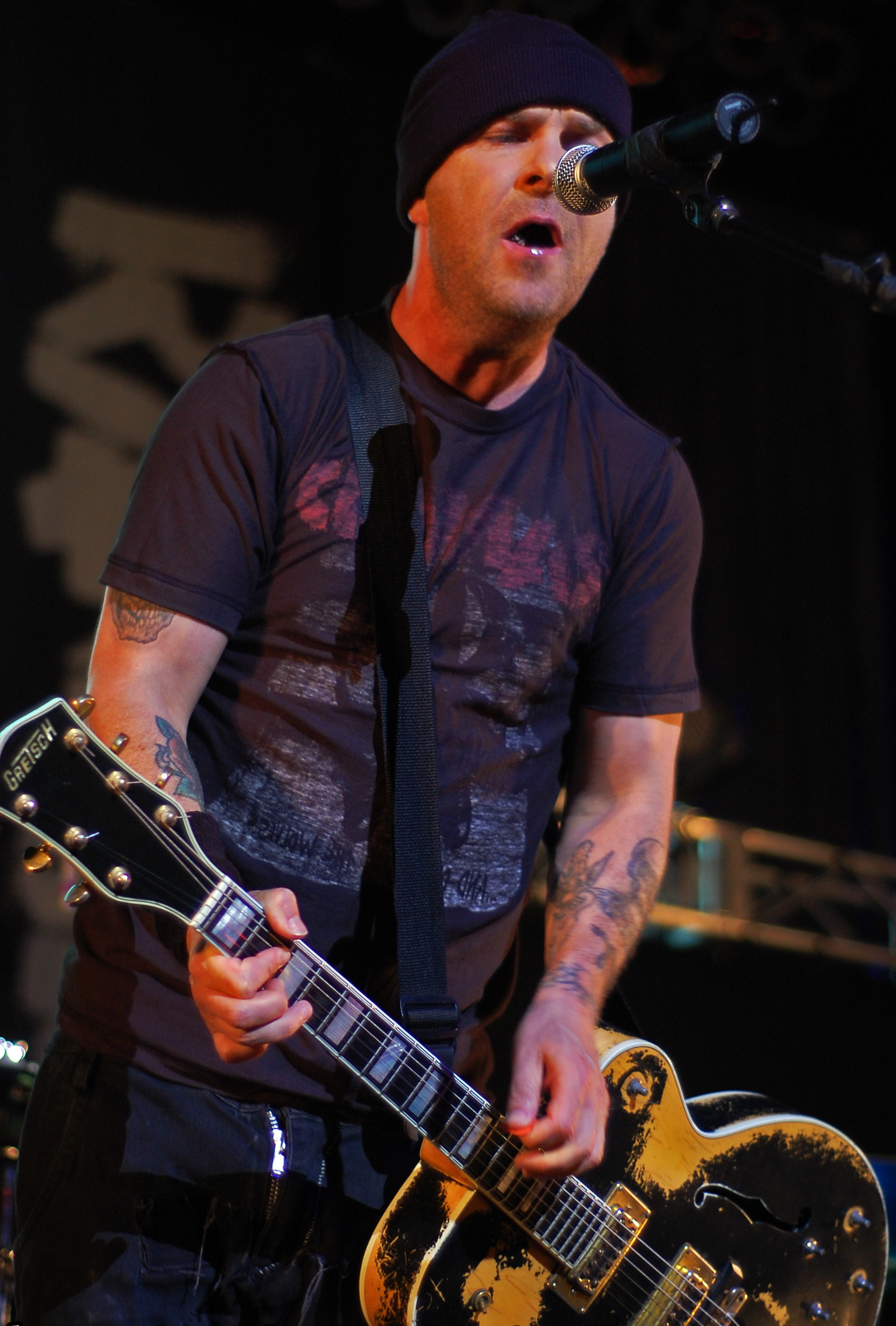

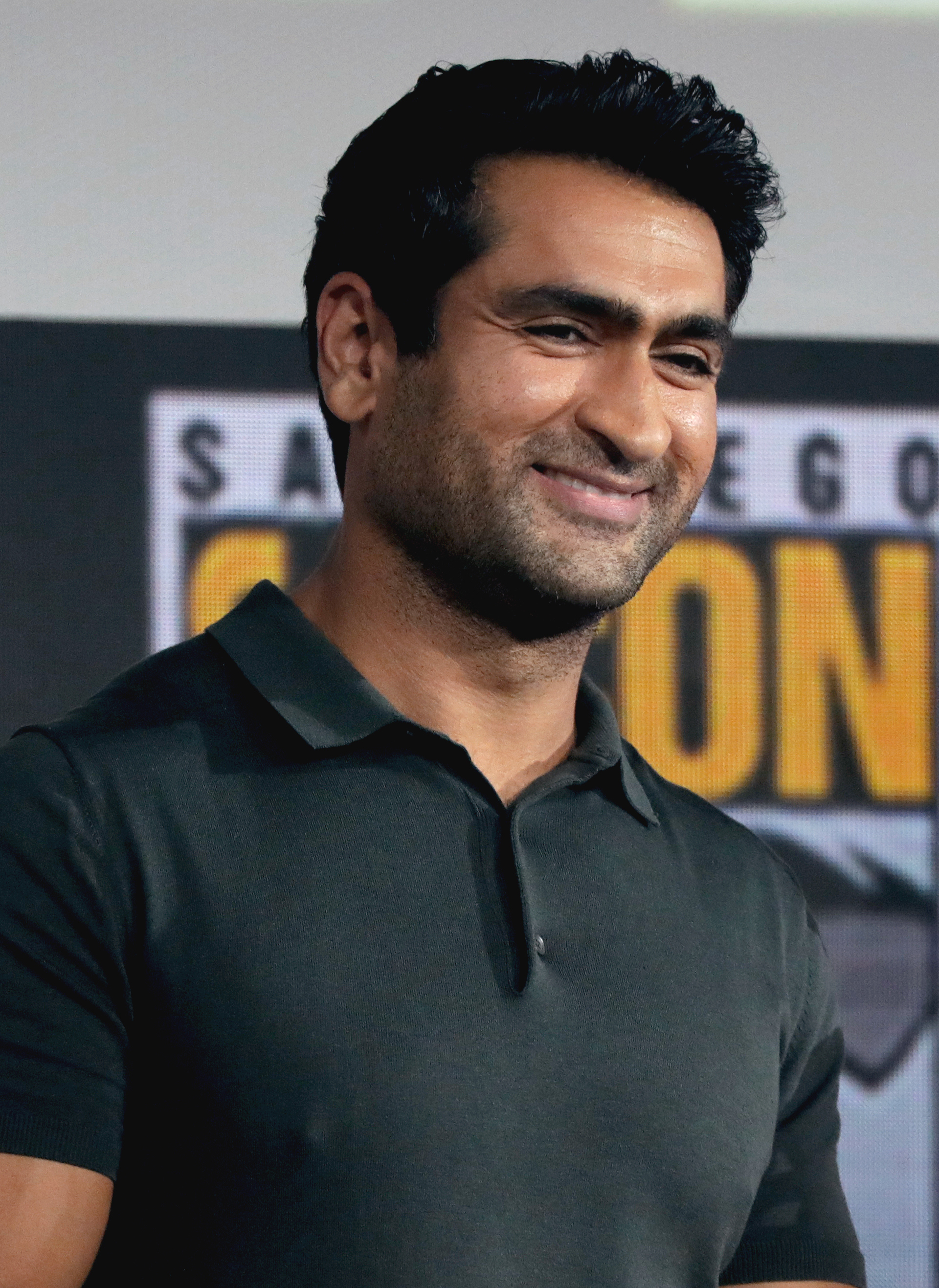

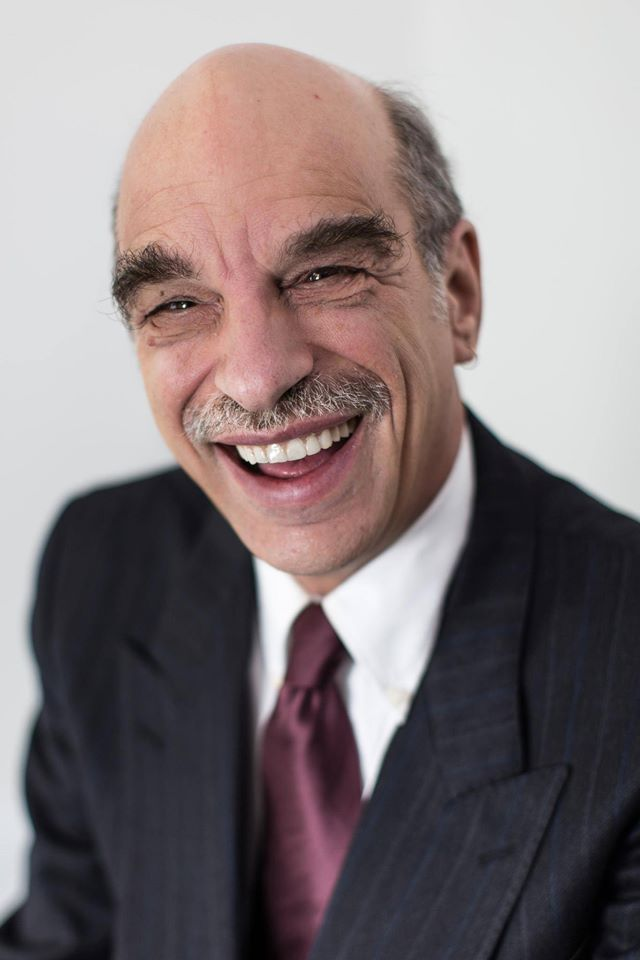

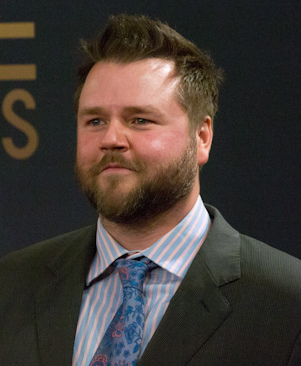

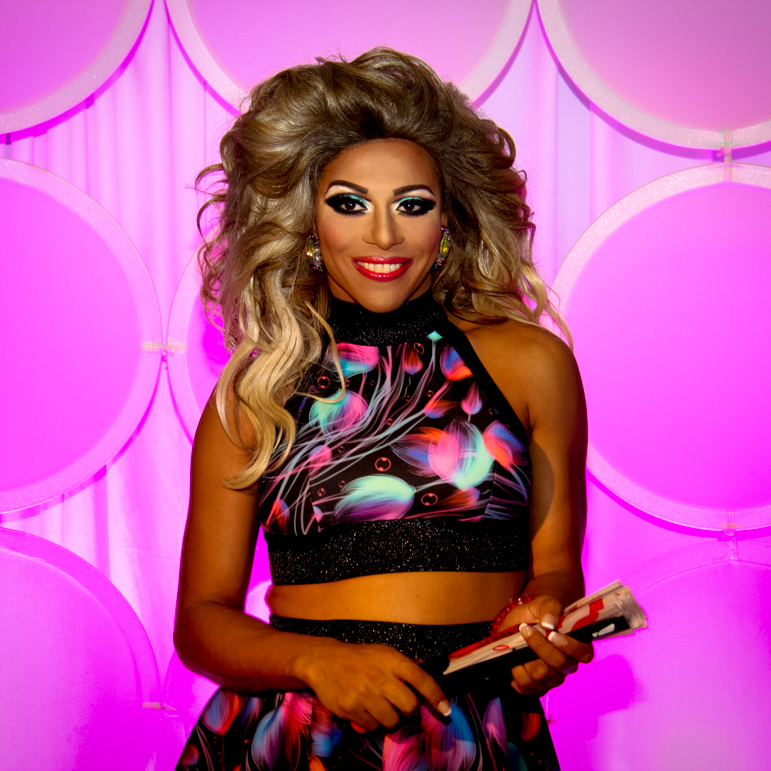

Малдера та Скаллі відправляють розслідувати вбивство міського чиновника, яке, здається, не могла вчинити жодна людина.

## Зміст
Істина поза межами досяжного
У Філадельфії міський чиновник здійснює акцію розгону волоцюг з допомогою струменів води. Він погрожує — це буде здійснюватися планомірно по кварталах. Раптом після його відходу починає тремтіти сплющена бляшанка — волоцюги ховаються. Із прибулого сміттєвоза виходить дебелий чоловік і в офісі роздирає за руки чиновника. Одну ногу кидає в сміттєвоза і сам туди застрибує.
Малдера та Скаллі відправляють розслідувати вбивство міського чиновника, яке, здається, не могла вчинити жодна людина. На місці злочину Дейні телефонує її старший брат Білл з Німеччини. Він повідомляє — в їхньої матері стався серцевий напад, через що вона мала б відвідати її. У лікарні їй знову дзвонить старший брат і запитує про стан матері, а також дізнається, що її мати змінила заповіт, заявивши, що не намагатиметься реанімувати, якщо вона без свідомості або на апаратах життєзабезпечення. Малдер бесідує із чиновником і його опоненткою та дізнається про Пластирника. Малдер зустрічає Скаллі, яка розповідає йому — мама Дейни питала про Чарлі перед тим, як впасти в кому, і змінила свій заповіт, не порадившись. Незабаром після цього її матір екстубують а Скаллі телефонує її молодший брат Чарлі, який розмовляє з матір'ю по гучномовцю. Почувши голос Чарлі, мати раптово відкриває очі, а потім тримає Малдера за руки і каже: «Мого сина теж звуть Вільям», помираючи незабаром після цього.
Малдеру розслідувач повідомляє — у знайдених відбитках нема живої тканини. Те що знайдено доводить — переслідуваний ані живий ані мертвий. Тим часом таємничий нищитель убиває двох вільних художників. Повернувшись до розслідування, агенти вистежують таємничу істоту, відому як Пластирник. Він — сила руйнування — розриває тіла на частини — але причина люті складна. Істота є ненавмисним витвором вуличного художника на прізвисько Сміттярник, який намалював образ захисника бездомних. Пластирник прибуває до дому захисниці безхатьків і вбиває її. Сміттярник стверджує, що Пластирник є «думкоформою». Тим часом Скаллі згадує про дитину Малдера, Вільяма, яку віддали на усиновлення заради його захисту.
Визначивши міського чиновника Лендрі як останню жертву, Скаллі, Малдер і Сміттяр прямують до лікарні Франкліна, щоб запобігти його вбивству Пластирником. Там Лендрі починає відчувати дуже неприємний запах і йде до забороненого коридору, де стикається з істотою. Він намагається втекти, і, роблячи це, потрапляє в кімнату, де на нього нападає істота. Через кілька секунд агенти та Сміттярник прибувають у кімнату, лише щоб знайти розчленоване тіло Лендрі та жодних ознак існування істоти. Це спонукає Скаллі запитати, як істота покинула кімнату — враховуючи, що є лише одні вихідні двері, а крики Лендрі були чутні кілька секунд тому.
Малдер і Скаллі на пляжі розмовляють про інтерпретацію Скаллі передсмертних слів своєї матері, де вона каже Малдеру, що її мати просила про її брата, незважаючи на те, що він був поза життям матері. Тому що її мати відповідальна за нього, як вони, Малдер і Скаллі, для свого сина Вільяма.
На свої загадки я ніколи не знайду відповідей

## Зйомки
«Знову вдома» був написаний і режисований Гленом Морганом. Серед запрошених зірок — Тім Армстронг у ролі Сміттярника, Шейла Ларкен у ролі Маргарет Скаллі та Віна Суд у ролі доктора Луїзи Колквітт. Морган був натхненний взяти Армстронга, тому що він є фанатом панк-рок-гурту «Rancid». Раніше Суд з'являвся як інший персонаж в епізоді першого сезону «Тіні».

## Показ і відгуки
«Знову вдома» отримав позитивні відгуки критиків. На «Rotten Tomatoes» епізод отримав 85 % рейтингу схвалення та середній бал 7,7/10. У консенсусі вказано: «У „Знову вдома“ поєднуються драматичні виступи та моторошні веселощі, і все це відповідає сюжетній лінії, яка відправляє героїв у темну особисту подорож».
Алан Сепінволл з «HitFix» назвав епізод «більш репрезентативним для оригінального серіалу, пов'язаним з м'ясом і картоплею, і був чудовим тому прикладом».
Під час початкового ефіру в США 9 лютого 2016 року його переглянули 8,31 мільйона глядачів. Це засвідчило незначне зниження кількість глядачів порівняно порівняно з попереднім тижнем — 8,37 мільйона глядачів.
Станом на серпень 2022 року на сайті «IMDb» серія отримала 6.2 бала підтримки з можливих 10 при 4830 голосах користувачів. Оглядач Метт Фолвер для «IGN» писав так: «Крім деяких вимучених подій третьої дії, „Знову вдома“ містив кілька дуже потужних сцен зі Скаллі та її помираючою матір'ю. А також досить крута історія про буйство в стилі Кендімена. І мені сподобалося, що тепер Вільям став ниткою, яка з'єднує цю серію відродження, оскільки наші герої працюють більше над справами і менше зосереджуються на міфології, представленій у прем'єрі (хоча вона має повернутися до фіналу).» В огляді для «Den of Geek» Джульєтт Гаррісон відзначила: «Відродження „Секретних матеріалів“ нарешті починає відчуватися більш впевнено. Тепер, якби він міг просто припинити ширяти в згадках про своє минуле…» Оглядач Зак Гендлен для «The A.V. Club» зазначив так: «„Знову вдома“ — особливо жорстокий і тривожний епізод четвертого сезону „Секретних матеріалів“». В огляді для «IndieWire» Ліз Шеннон Міллер зазначила: «Сьогодні хтось з'явився, щоб грати акторську роль, і цю людину звати Джилліан Андерсон. Скорбота про смерть одного з батьків — складний матеріал, тому що з ним легко переборщити, але Андерсон (ніколи не розчарований) залишається справжньою».

## Знімалися
| Актор             | Роль            |
| ----------------- | --------------- |
| Девід Духовни     | Фокс Малдер     |
| Джилліан Андерсон | Дейна Скаллі    |
| Тім Армстронґ     | Трешмен         |
| Деріл Шаттлворф   | Деріл Лендрі    |
| Шейла Ларкен      | Маргарет Скаллі |
| Джон Десантіс     | Ноузмен         |
| Сачін Сахель      | Джек Бадд       |
| Віна Суд          | Луїс Колквітт   |